# Pallone d'oro FIFA 2010

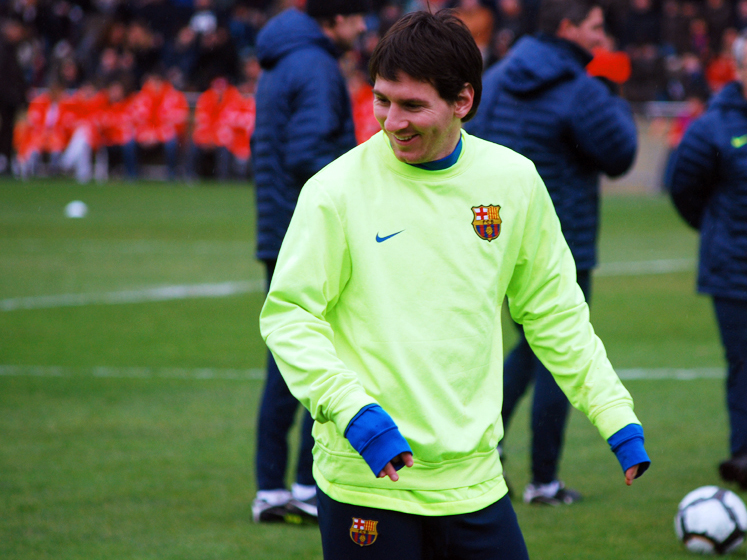
Lionel Messi, vincitore del Pallone d'oro FIFA 2010

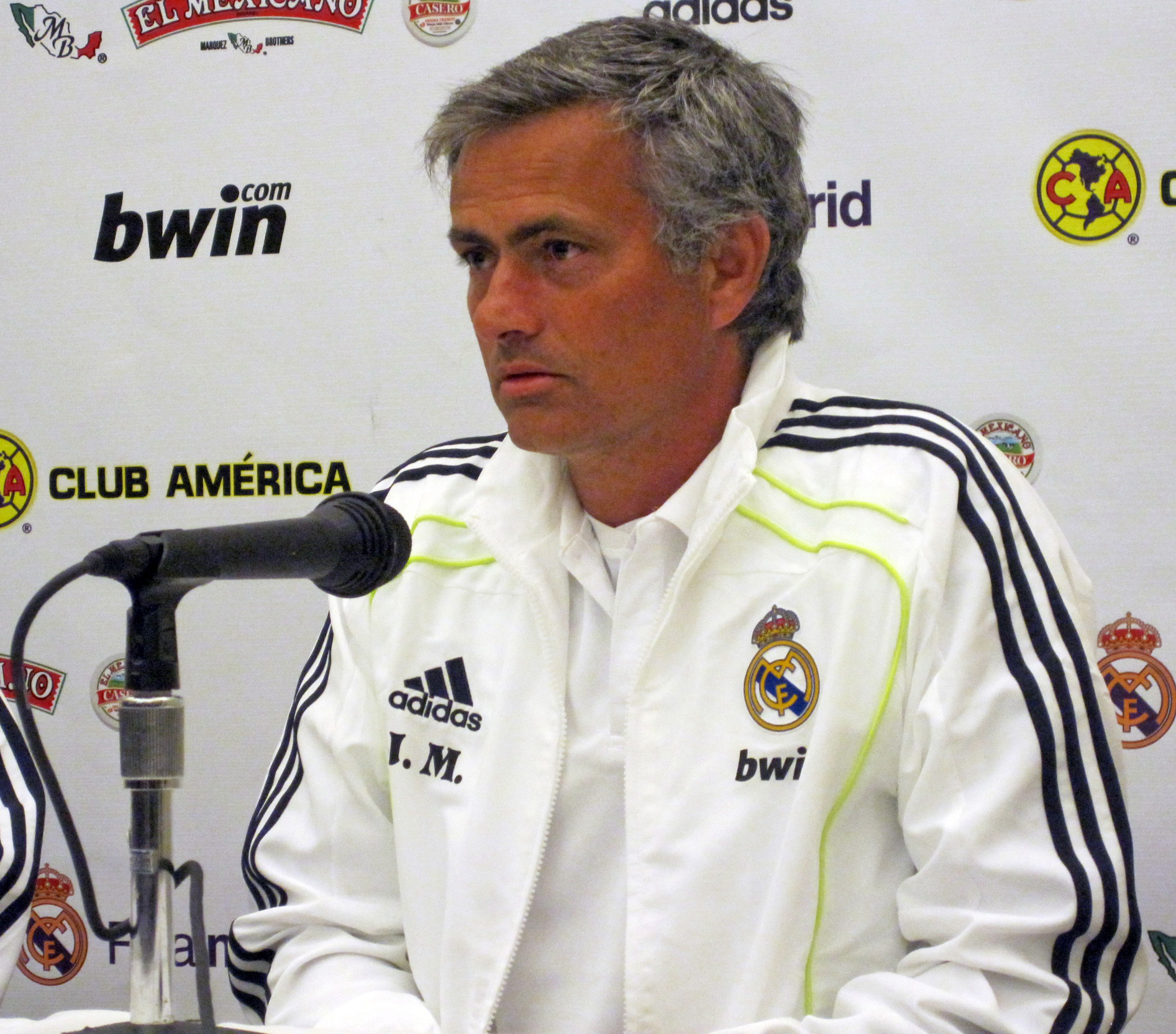
José Mourinho, vincitore del FIFA World Coach of the Year 2010 per il calcio maschile

Il Pallone d'oro FIFA 2010 è stato consegnato il 10 gennaio 2011 a Zurigo, Svizzera. I 3 calciatori finalisti erano stati annunciati il 6 dicembre 2010. Durante la cerimonia vengono anche dichiarati i vincitori del FIFA Women's World Player of the Year, del FIFA World Coach of the Year per il calcio maschile e femminile, del FIFA Puskás Award, del FIFA Presidential Award e del FIFA Fair Play Award.

## Pallone d'oro FIFA
Il rimanente 0,57 % dei voti sono risultati non validi.

### Controversie
L'assegnazione del premio a Messi fu criticata da vari addetti ai lavori che, per via le modalità attraverso cui si arrivava alla scelta del vincitore (vale a dire unendo ai voti dei giornalisti sportivi, come tradizionalmente avveniva per il Pallone d'oro, quelli degli allenatori e capitani delle nazionali, ereditati dal FIFA World Player of the Year), percepirono la scelta come più attente al marketing e al richiamo mediatico piuttosto che agli effettivi valori sportivi espressi dai candidati durante l'anno, a tal proposito, molti indicarono Andres Iniesta o Wesley Sneijder come meritevoli del premio.

## FIFA Women's World Player of the Year
Il rimanente 0,62 % dei voti sono risultati non validi.

## FIFA World Coach of the Year

### Calcio maschile
Il rimanente 0,20 % dei voti sono risultati non validi.

### Calcio femminile
Il rimanente 0,21 % dei voti sono risultati non validi.

## FIFA Puskás Award
Il secondo FIFA Puskás Award, premio attribuito alla rete più spettacolare dell'anno sulla base di un sondaggio pubblicato sul sito ufficiale della Federazione, è stato assegnato al turco del Bayern Monaco Hamit Altıntop per il secondo dei tre gol con i quali il 3 settembre 2010 la sua Nazionale ha battuto il Kazakistan nelle qualificazioni ad Euro 2012.
Avevano ricevuto una nomination anche Matthew Burrows, Linus Hallenius, Lionel Messi, Samir Nasri, Neymar, Arjen Robben, Siphiwe Tshabalala, Giovanni van Bronckhorst e Kumi Yokoyama.

## FIFA Presidential Award
- Desmond Tutu

## FIFA Fair Play Award
- Nazionale Under-17 di calcio femminile di Haiti